# 秦凱

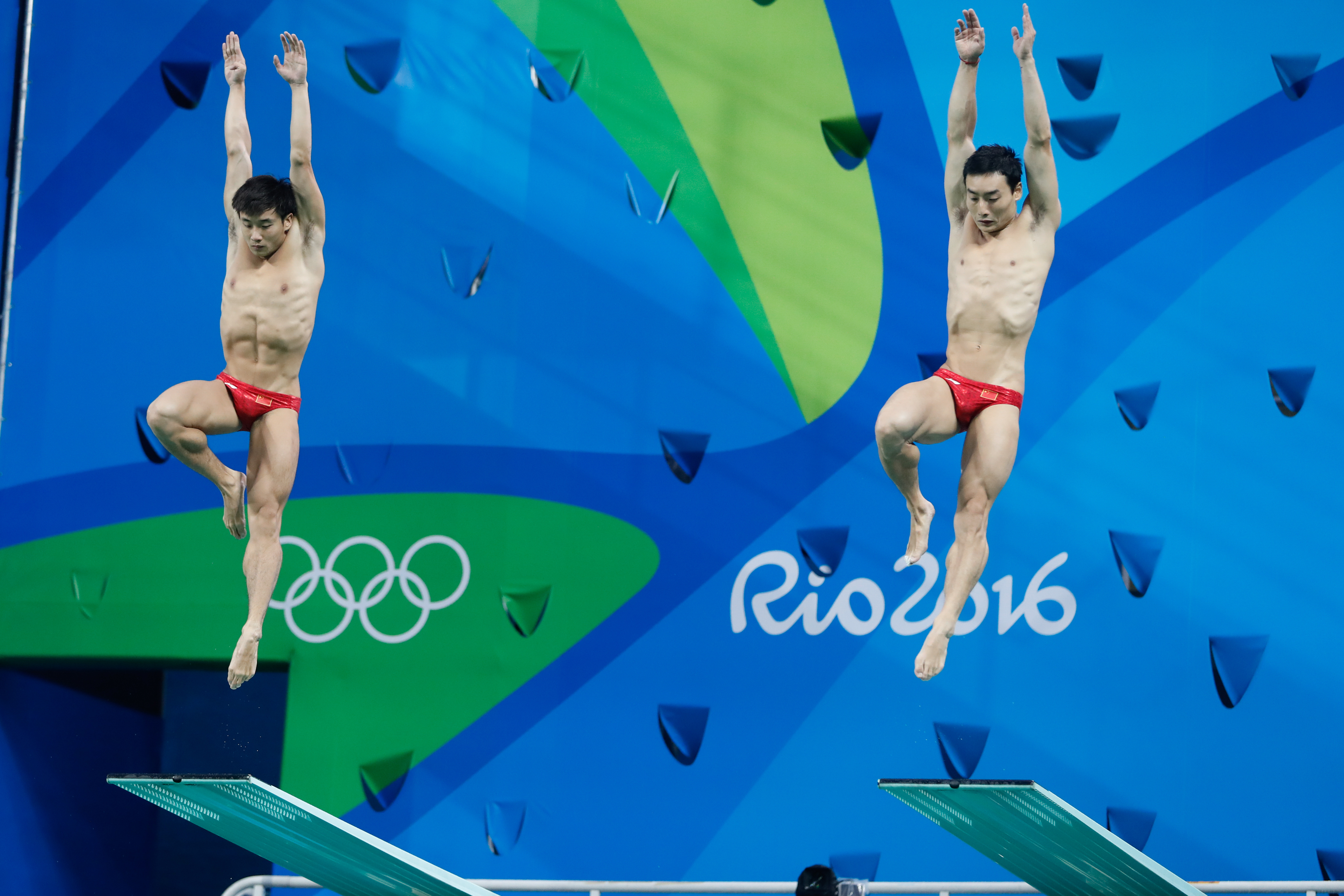
秦凯（右）与曹缘搭档参加2016年夏季奧林匹克運動會跳水男子雙人3米彈板比賽

秦凯（1986年1月31日—），陕西西安人，中国男子跳水运动员。其妻子是跳水世界冠军何姿。

## 运动生涯
秦凯出生在西安市一个工人家庭。4岁时，进入“西安市体校”接受体操训练。1994年8月，在陕西省第十届运动会上，秦凯获得了男子跳马亚军，以及团体冠军。一个月后，曾培养出田亮的著名教练张挺、谭敏夫妇到体校选运动员，看中了秦凯；随后，将他调入陕西省跳水队，开始练习跳水。三年后，秦凯入选国家跳水队，成为张挺的第二批弟子。秦凯很快在国内跳台跳水比赛中崭露头角，但因为稳定性等因素制约，转而专攻跳板项目。
1999年，秦凯因右臂伤病，暂时休养；2000年复出后，继续进行训练周期更长的跳板项目。2003年，在中国第五届城市运动会上，囊括了男子个人3米跳板和男子个人全能两项金牌。2005年，奥运冠军田亮被迫离开国家队后，教练张挺将精力都集中在培养秦凯身上。但因为右手大拇指骨折，秦凯却不得不退出了当年的世界跳水锦标赛。而在当年举行的中国第十届全国运动会上，伤癒的秦凯与田亮配双人十米台。因为，秦凯发挥失常，两人最终只得了第四名。
2006年，是秦凯运动生涯的转折点；在第十五届世界杯跳水赛男子3米跳板的比赛中，他以538.5分顺利夺冠获得冠军。自此，他又先后获得了2007年世界跳水大奖赛三个分站的单人和双人跳板冠军；而后，又在世锦赛上获得“双冠王”。2008年，秦凯与王峰配合，夺得了北京奥运会男子双人三米跳板的金牌，此外他还获得了单人项目的铜牌。在2009年罗马世界跳水锦标赛上，秦凯又获得男子个人1米跳板跳水冠军。这些成绩使得，他成为中国跳水队男子3米跳板的领军人物。
2009年11月，《游泳世界》杂志评选秦凯为当年的最佳跳水运动员。
2011年世界游泳锦标赛，秦凯于双人3米板比赛中和罗玉通合作，夺得该项目的冠军。但在随后进行的单人比赛中，秦凯出现致命失误，没有获得奖牌。
2012年，秦凯出战伦敦奥运会，于8月1日在跳水比赛男子双人3米板中与罗玉通搭档成功卫冕。在单人三米板中不敌俄罗斯选手伊爾雅·扎哈洛夫获得了银牌。
2013年世界游泳锦标赛，秦凯和何冲搭档，再次成功夺冠，完成了他在该项目上的“四连冠”。

## 成绩亮点
- 2006年
  - 第十五届跳水世界杯，男子单人、双人3米跳板冠军
  - 多哈亚运会，男子1米跳板亚军
- 2007年
  - 跳水大奖赛墨西哥站，男子单人、双人3米跳板冠军
  - 跳水大奖赛英国站，男子单人、双人3米跳板冠军
  - 跳水大奖赛南京站，男子单人、双人3米跳板冠军
  - 世界游泳锦标赛，男子单人、双人3米跳板冠军
- 2008年
  - 跳水世界杯，男子双人3米跳板冠军
  - 北京奥运会，男子雙人3米彈板金牌（搭档王峰）
  - 北京奥运会，男子個人3米彈板銅牌
- 2009年
  - 世界游泳錦標賽， 1米跳板金牌
  - 世界游泳錦標賽，雙人3米跳板金牌（搭档王峰）
- 2010年
  - 廣州亞運會 男子1米跳板 銀牌
  - 廣州亞運會 男子雙人3米跳板 金牌
  - 2011年
  - 世界游泳錦標賽，雙人3米跳板金牌（搭档羅玉通）
- 2012年
  - 伦敦奥运会，男子双人3米跳板金牌（搭档罗玉通）；单人跳银牌。
- 2013年
  - 世界游泳錦標賽，雙人3米跳板金牌（搭档何冲）

## 个人爱好
秦凯有空时喜欢和朋友看篮球和足球比赛。他是湖人队的球迷，最喜欢的球星是。秦凯说自己在公开场合看起来沉静、腼腆，但是与朋友在一起时，就会变得很开朗，而且他很喜欢唱歌。

## 外部連結
- 秦凱的新浪微博